# 油野和一郎
油野 和一郎（あぶらの わいちろう、1949年〈昭和24年〉6月23日 - ）は、日本の政治家。石川県かほく市長（6期）。元河北郡七塚町長。

## 略歴
- 1968年3月 - 石川県立金沢桜丘高等学校卒業
- 1972年3月 - 法政大学経済学部経済学科[2]卒業
- 1972年4月 - 金庄合繊協業組合入社
- 1981年4月 - 油野繊維株式会社取締役就任
- 1992年3月 - 油野繊維株式会社代表取締役就任
- 1997年12月 - 七塚町議会議員就任
- 2000年3月 - 現職町長の東与市を破って七塚町長に当選
- 2004年4月11日 - 元高松町長の城村孝一を破ってかほく市長に当選
- 2008年 - 無投票でかほく市長再選
- 2012年3月18日 - 無投票でかほく市長3選
- 2016年3月13日 - 無投票でかほく市長4選[3]
- 2020年3月15日 - 無投票でかほく市長5選[4]。
- 2024年3月24日 - 20年ぶりの選挙戦で新人で元かほく市議の塚本佐和子を破って6選[5]。